# فاتح عتيق
فاتح عتيق (بالفرنسية: Fatih Atik)‏ هو لاعب كرة قدم تركي وفرنسي في مركز الوسط، ولد في 25 فبراير 1984 في Gleizé ‏ في فرنسا. لعب مع سيفاسبور وطرابزون سبور ونادي بولون ونادي تور ونادي غانغون ونادي مونبلييه.

## وصلات خارجية
- فاتح عتيق على موقع الاتحاد الأوربي (الإنجليزية)
- فاتح عتيق على موقع اتحاد تركيا (لاعب) (الإنجليزية)
- فاتح عتيق على موقع رابطة كرة القدم الفرنسية للمحترفين (الإنجليزية)
- فاتح عتيق على موقع قاعدة بيانات كرة القدم.إي يو (الإنجليزية)
- فاتح عتيق على موقع ليكيب (الفرنسية)
- فاتح عتيق على موقع Soccerway.com (الإنجليزية)
- فاتح عتيق على موقع عالم كرة القدم.نت (الإنجليزية)
- فاتح عتيق على موقع AS.com (الإسبانية)